# Исак Анђел
Исак Анђел Дука (средњегрч. Ισαακιος Αγγελος Δουκας) је био византијски племић и војсковођа из 12. века. Рођен је пре 1166. године, према синодалним записима. Био је син Константина Анђела, родоначелника династије Анђела, и принцезе Теодоре Комнин, која је била седмо дете византијског цара Алексија I Комнина. Исак Анђел је брат Андроника Анђела, оца цара Исака II Анђела, а самим тим и царев стриц, који га је поставио за стратега теме Киликије у Малој Азији.
Његова ћерка је удата за војсковођу Василија Ватаца, дукса и доместика Запада.
Његов син Константин Анђел Дука постављен је за великог војводу флоте, а потом и за стратега теме Филипопоља, где се борио против побуњених Бугара. После неуспешног покушаја да узурпира престо, 1193. године је по налогу цара Исака II Анђела уклоњен са свих дужности и ослепљен.